# Гельмут Вюст
Гельмут Вюст (нім. Helmuth Wüst; 31 липня 1920, Вісбаден — 29 квітня 2003) — німецький офіцер-підводник, оберлейтенант-цур-зее крігсмаріне.

## Біографія
16 вересня 1939 року вступив на флот. З квітня 1942 року служив в управлінні постачання морської артилерії. В березні-червні 1943 року пройшов навігаційний курс в штурманському училищі, в червні-грудні — курс підводника. З грудня 1943 року — 1-й вахтовий офіцер на підводному човні U-307. У вересні-грудні 1944 року пройшов курс командира човна, після чого був переданий в розпорядження 27-ї флотилії. З 22 грудня 1944 по 9 березня 1945 року — командир U-146.

## Звання
- Кандидат в офіцери (16 вересня 1939)
- Кадет служби озброєнь (1 липня 1940)
- Фенріх служби озброєнь (1 липня 1940)
- Оберфенріх служби озброєнь (1 липня 1941)
- Лейтенант служби озброєнь (1 березня 1942)
- Лейтенант-цур-зее (1 березня 1943)
- Оберлейтенант-цур-зее (1 жовтня 1943)